# Mahmoud Eid
Mahmoud Eid  (Rámalláh, 1993. június 26. –) palesztin-svéd labdarúgó, a svéd Nyköpings BIS csatára.

## Pályafutása

### A válogatottban
Először 2014 novemberében hívták be a  palesztin válogatottba, a Szaúd-Arábia és a   Vietnám elleni nemzetközi barátságos mérkőzések előtt. Első válogatott gólját az utóbbi csapat ellen szerezte, a november 9-i 3–1-es győzelem során. Részt vett a 2015-ös Ázsia-kupán.